# Auroralumina attenboroughii
Auroralumina è uno cnidario estinto vissuto durante il periodo Ediacarano, i cui resti sono stati rinvenuti presso la Foresta di Charnwood, in Inghilterra. La creatura (il cui nome deriva dai termini latini aurora, "alba" e lumen, "lanterna") è considerata il più antico predatore animale conosciuto.